# Poleanka, Arbuzînka
Poleanka (în ucraineană Полянка) este un sat în așezarea urbană Arbuzînka din regiunea Mîkolaiiv, Ucraina.

## Demografie
Componența lingvistică a localității Poleanka
     Ucraineană (92,05%)
     Română (4,1%)
     Rusă (3,85%)
Conform recensământului din 2001, majoritatea populației localității Poleanka era vorbitoare de ucraineană (92,05%), existând în minoritate și vorbitori de română (4,1%) și rusă (3,85%).